# معركة الحسكة (2016)
كانت معركة الحسكة اشتباكات بين الشرطة شبه العسكرية آسايش و‌وحدات حماية الشعب (YPG)، قوات الدفاع الوطني الموالية للحكومة و‌الجيش العربي السوري، مسنودًا بالقوات الجوية العربية السورية، في مدينة الحسكة، سوريا.
في 23 أغسطس 2016، وقع اتفاق وقف إطلاق النار بعد الوساطة الروسية، والذي ترك مدينة الحسكة تمامًا تقريبًا تحت سيطرة القوات الكردية، ومع إجبار جميع أفراد القوات المسلحة السورية على المغادرة وحظرها إلى أجل غير مسمى من المدينة. سيبقى فقط المربع الأمني الذي يحتوي على الدوائر الحكومية في المدينة تحت حماية وحدات الشرطة الحكومية المدنية.